# Établissement Archambault

L’établissement Archambault est un pénitencier fédéral canadien située à Sainte-Anne-des-Plaines, dans les Laurentides, au Québec. 

## Description
Ce pénitencier est l'une des prisons les plus importantes au Canada. Elle comprend trois établissements de sécurité minimale, moyenne et maximale. Il y a deux pénitenciers aussi importants au Canada : celui de Sainte-Anne-des-Plaines et l’Établissement de Millhaven en Ontario qui est habituellement réservé aux prisonniers étrangers,.
Tous les prisonniers incarcérés dans ce pénitencier ont été jugés pour une sentence d’une durée minimale de deux ans. Ce pénitencier renferme principalement des criminels reconnus délinquants importants, coupables d’homicides ou de crimes organisés comme Maurice Boucher et d’autres chefs des Hells Angels, ou encore le tueur en série Clifford Olson, coupable d’avoir assassiné 11 enfants de moins de 18 ans.
C’est l’une des prisons canadiennes dans laquelle les gardiens reçoivent les meilleurs formations car les détenus peuvent être extrêmement violents et très dangereux.
Le 25 juillet 1982, une émeute éclate dans ce pénitencier : 3 gardiens sont tués et deux détenus se suicident en ingérant du poison. De ce fait, le pénitencier possède l’un des plus grandes unités psychiatriques en milieu carcéral,, car les détenus sont parfois jeunes et de plus en plus souvent atteints de graves problèmes de santé mentale.

## Prisonniers notables qui y ont séjourné
- Clifford Olson, tueur en série.
- Karla Homolka, tueuse en série, responsable du meurtre de plusieurs jeunes adolescentes.
- Jacques Mesrine[8].
- Luka Rocco Magnotta, tueur et délinquant sexuel.
- Maurice “Mom” Boucher[9], chef des Hells Angels au Québec.
- Valery Fabrikant, responsable du meurtre de quatre enseignants de l’université Concordia
- Rôland  lachance  surnommé  Roland de Québec ancien photographe